# Balugyánszky Mihály
Balugyánszky Mihály (Baludjanszky Mihály) (Felsőolsva, 1769. október 7. – Szentpétervár, 1847. április 3.) ruszin jogász, államtanácsos, akadémiai tanár.

## Családja
Balugyánszky András görög-katolikus parókus és Dudinszky Mária fia. Neje Heher Antónia volt, akivel 1802. november 30-án lépett frigyre. Házasságukból tíz gyermekük született.

## Élete
Gimnáziumi tanulmányait Újhelyben a pálosok vezetése alatt végezte, a bölcseletet Kassán, a jogot a Bécsi Egyetemen hallgatta. A jogtudományokból pesti szigorlata után, 1789-ben a nagyváradi jogakadémiához a politikai tudományok és tiszti írásmód tanárává nevezték ki. 
Az orosz tanügyi minisztérium megalapította 1803-ban a szentpétervári akadémiát, de hiányoztak az alkalmas tanárok, s emiatt külföldi szakembereket kerestek; így lett Balugyánszky az államgazdászat és pénzügyi tudományok tanárává Szentpétervárott. 1813-ban Marija Fjodorovna cárné Miklós és Mihály főhercegek tanítójává fogadta. 1810-ben a Szent Anna-rend kitüntetést kapta meg, 1811-ben pedig a Vladimir-rend lovagja lett. I. Miklós cár kabinetirodájának elnökévé s 1814-ben államtanácsossá nevezte ki. 1827-ben államtitkár lett, majd 1828-ban a Szent Anna-rend parancsnoki rangját kapta meg. 1843-ban meghívást kapott az orosz főrendek házába.

## Művei
- Izobrazenije različnych chazjajistvjenynych system (Különbféle gazdászati rendszerek előadása) – e művében államgazdászati orosz műkifejezéseket állapított meg.